# Merw Mary
Maillots
Le Merw Mary est un club turkmène de football basé à Mary.

## Palmarès
- Coupe du Turkménistan (2)
  - Vainqueur : 2005 et 2008
  - Finaliste : 1993, 2007 et 2009

- Supercoupe du Turkménistan (1)
  - Vainqueur : 2008
  - Finaliste : 2005